# Carlos Fernández Concha
Claudio Luis Fernández Concha Macías (Lima, 21 de abril de 1905 - Lima, 14 de febrero de 1990) fue un político y abogado peruano, muy aficionado al turf. Partidario del general Manuel A. Odría, fue diputado por Lima (1950-1956) y presidente de su cámara en dos legislaturas.

## Biografía
Sus padres fueron el ilustre abogado don Aurelio Fernández Concha y doña Victoria Macías García de Fernández Concha, quienes  tuvieron además a Germán (embajador del Perú), Consuelo, Gaspar y Jaime. Realizó estudios escolares en el Colegio de la Inmaculada de Lima y en la Vermont Academy de Vermont. Posteriormente, estudió Derecho en la Universidad Nacional Mayor de San Marcos y en la Universidad Central de Madrid, por la que obtuvo un doctorado en Jurisprudencia (1928).
De vuelta al Perú, se dedicó a los negocios agrícolas y ganaderos, tradición familiar. Asimismo, ejerció su profesión, especializándose en los aspectos mercantiles del Derecho.
En 1928, se casó con Ernestina Leguía de los Ríos, sobrina de Augusto B. Leguía, entonces presidente de la República. La pareja tuvo dos hijos varones.
En 1948, la Junta Militar de Gobierno presidida por el general Manuel A. Odría lo convocó para que ejerciera como asesor del gobierno. En 1949 pasó a ser director general de Hacienda y en 1950, como candidato del partido odriista, fue elegido diputado por Lima. Ese mismo año fue elegido presidente de su cámara y reelegido para un segundo período al año siguiente. 
Patrocinador del turf peruano, fue dueño del purasangre Santorín y presidente del Jockey Club del Perú (1961-1963) y del Jockey Club de Arequipa.